# Gran Premio Fred Mengoni
Il Gran Premio Fred Mengoni era una corsa in linea maschile di ciclismo su strada riservata alle categorie Under 23 ed Elite senza contratto, che si svolgeva in Italia, ogni anno in agosto. Faceva parte del calendario dell'UCI Europe Tour, classe 1.2 ed era una delle due gare della Due Giorni Marchigiana insieme al Trofeo Città di Castelfidardo. Nel 2008 cambiò nome in Trofeo Città di Castelfidardo-G.P. Cibes.

## Storia
Il Gran Premio fu voluto da Fred Mengoni, marchigiano di Osimo (1923-2018), emigrato negli Stati Uniti nel 1957 dove ebbe successo dedicandosi al settore immobiliare. Grande appassionato di ciclismo, ha contribuito notevolmente alla crescita del ciclismo negli Usa,  fondando nel 1980 la società giovanile "Club Mengoni Usa" e partecipando alla nascita della Usa Pro Cycling.

## Albo d'oro
Aggiornato all'edizione 2008.
| Anno | Vincitore        | Secondo           | Terzo             |
| ---- | ---------------- | ----------------- | ----------------- |
| 2002 | Danilo Di Luca   | Bo Hamburger      | Sylwester Szmyd   |
| 2003 | Alessio Galletti | Bo Hamburger      | Fortunato Baliani |
| 2004 | Damiano Cunego   | Daniele Nardello  | Cristian Moreni   |
| 2005 | Luca Mazzanti    | Francesco Failli  | Lorenzo Bernucci  |
| 2006 | Andrea Tonti     | Rinaldo Nocentini | Santo Anzà        |
| 2007 | Matteo Scaroni   | Davide Bonucelli  | Antonino Puccio   |
| 2008 | Aleksej Catevič  | Paolo Tomaselli   | Maciej Paterski   |